# Heteracris hemiptera
Heteracris hemiptera är en insektsart som först beskrevs av Boris Petrovich Uvarov 1935.  Heteracris hemiptera ingår i släktet Heteracris och familjen gräshoppor.

## Underarter
Arten delas in i följande underarter:
- H. h. hemiptera
- H. h. aja